# Wood Street Village
Wood Street Village är en by i Surrey i England. Byn är belägen 4 km 
från Guildford. Orten har 1 718 invånare (2015).